# Anna Juppe
Anna Juppe (ur. 14 września 1999 w Kaufbeuren) – austriacka biathlonistka i biegaczka narciarska, olimpijka z Pekinu 2022, brązowa medalistka mistrzostw świata juniorów w biathlonie.

## Kariera
Początkowo uprawiała biegi narciarskie, m.in. dwukrotnie biorąc udział w mistrzostwach świata juniorów. W 2020 zmieniła dyscyplinę na biathlon.

## Osiągnięcia (biegi narciarskie)
| Impreza                        | Rok   | Gospodarz            | Konkurencja       | Miejsce |                             |      |      |                     |     |
| ------------------------------ | ----- | -------------------- | ----------------- | ------- | --------------------------- | ---- | ---- | ------------------- | --- |
| Impreza                        | Rok   | Gospodarz            | Konkurencja       | Miejsce | Mistrzostwa świata juniorów | 2018 | Goms | 5 km st. klasycznym | 74. |
| bieg łączony                   | 46.   |                      |                   |         | Mistrzostwa świata juniorów | 2018 | Goms |                     |     |
| sprint                         | 42.   |                      |                   |         | Mistrzostwa świata juniorów | 2018 | Goms |                     |     |
| 2019                           | Lahti | 5 km st. dowolnym    | 53.               |         | Mistrzostwa świata juniorów |      |      |                     |     |
| 2019                           | Lahti | 15 km st. klasycznym | 27.               |         | Mistrzostwa świata juniorów |      |      |                     |     |
| 2019                           | Lahti | sprint               | 35.               |         | Mistrzostwa świata juniorów |      |      |                     |     |
| Igrzyska olimpijskie młodzieży | 2016  | Lillehammer          | 5 km st. dowolnym | 26.     |                             |      |      |                     |     |
| Igrzyska olimpijskie młodzieży | 2016  | Lillehammer          | cross             | 20.     |                             |      |      |                     |     |
| Igrzyska olimpijskie młodzieży | 2016  | Lillehammer          | sprint            | 28.     |                             |      |      |                     |     |

## Osiągnięcia (biathlon)

### Zimowe igrzyska olimpijskie
| Rok  | Miejscowość | Konkurencje | Konkurencje | Konkurencje | Konkurencje | Konkurencje | Konkurencje | Konkurencje |
| Rok  | Miejscowość | IN          | SP          | PU          | MS          | RL          | MR          | SR          |
| ---- | ----------- | ----------- | ----------- | ----------- | ----------- | ----------- | ----------- | ----------- |
| 2022 | Pekin       | 75.         | –           | –           | –           | 9.          | –           | nd.         |

### Mistrzostwa świata
| Rok  | Miejscowość | Konkurencje | Konkurencje | Konkurencje | Konkurencje | Konkurencje | Konkurencje | Konkurencje |
| Rok  | Miejscowość | IN          | SP          | PU          | MS          | RL          | MR          | SR          |
| ---- | ----------- | ----------- | ----------- | ----------- | ----------- | ----------- | ----------- | ----------- |
| 2023 | Oberhof     | 57.         | 72.         | –           | –           | 5.          | –           | –           |
| 2024 | Nové Město  | –           | 51.         | 32.         | –           | 8.          | –           | –           |
| 2025 | Lenzerheide | 67.         | –           | –           | –           | –           | –           | –           |

### Mistrzostwa Europy
| Rok  | Miejscowość          | Konkurencje | Konkurencje | Konkurencje | Konkurencje | Konkurencje | Konkurencje | Konkurencje |
| Rok  | Miejscowość          | IN          | SP          | PU          | MS          | RL          | MR          | SR          |
| ---- | -------------------- | ----------- | ----------- | ----------- | ----------- | ----------- | ----------- | ----------- |
| 2021 | Duszniki-Zdrój       | 91.         | 90.         | –           | nd.         | nd.         | –           | –           |
| 2023 | Lenzerheide          | dns.        | 20.         | 18.         | nd.         | nd.         | 6.          | –           |
| 2025 | Martell-Val Martello | 23.         | 14.         | 38.         | nd.         | 5.          | nd.         | nd.         |

### Mistrzostwa świata juniorów
| Rok  | Miejscowość  | Konkurencje | Konkurencje | Konkurencje | Konkurencje | Konkurencje | Konkurencje | Konkurencje |
| Rok  | Miejscowość  | IN          | SP          | PU          | MS          | RL          | MR          | SR          |
| ---- | ------------ | ----------- | ----------- | ----------- | ----------- | ----------- | ----------- | ----------- |
| 2021 | Obertilliach | 32.         | 25.         | 30.         | –           | 3.          | nd.         | nd.         |

### Puchar Świata

#### Miejsca w klasyfikacji generalnej
| Sezon     | Miejsce           |
| --------- | ----------------- |
| 2021/2022 | niesklasyfikowana |
| 2022/2023 | 56.               |
| 2023/2024 | 58.               |
| 2024/2025 | 93.               |